# Датько, Давид Петрович
Давид Петрович Датько (также Датько-Фельдман, настоящая фамилия Фельдман; 1893, Балтский уезд — 4 июля 1943, Магадан) — советский военный и хозяйственный деятель.

## Биография
Родился в Балтском уезде в семье меламеда. В 1906—1908 годах состоял в РСДРП. Работал подручным у подрядчика-электротехника и конторщиком на фабрике, в 1917 году — председатель фабзавкома на одной из фабрик в Одессе, в том же году вступил в РКП(б). В 1917—1918 годах состоял членом Одесского Совета рабочих депутатов. С 1918 года член Александровского райкома партии и Общегородского комитета партии, служил в Красной гвардии, затем с Красной армией эвакуировался из Одессы. В декабре 1918 года окончил 1-е Московские краткосрочные пехотные курсы, был помощником начальника разведотдела Наркомвоена Украины.
С 20 марта по 10 апреля 1919 года — член Революционного военного совета войск Одесского направления. С 22 апреля по 9 июня 1919 года — член Революционного военного совета 3-й Украинской армии, затем начальник отделения политотдела 12-й армии, особоуполномоченный Революционного военного совета 12-й армии на боевом участке Киев-Бобринская, начальник закордонного отделения разведотдела штаба Харьковского военного округа и военный инспектор на Украине. С августа 1920 по 1924 года учился в Академии Генштаба, во время учёбы был командирован  в чекистские особые отделы Северного Кавказа и Кубани для разработки секретных материалов по оставшейся деникинской агентуре и специальной работы по раскрытию врангелевской организации.
С 1924 по 1928 год работал в системе одесской рабочей кооперации, руководил организационным и торговым отделами. Затем учился в институте потребкооперации в Москве, управлял Московской конторой Церабсекции. В 1931—1933 годах проходил обучение на плановом отделении Экономического института Красной профессуры.
С 1933 года — директор совхоза, с 1935 года — директор Саратовского свинотреста. Арестован в августе 1938 года, умер 4 июля 1943 года в Магаданском лагере.

## Семья
Дочь — Ленина Давидовна Датько (26 апреля 1925 — ?), художник, книжный график.